# Sandale

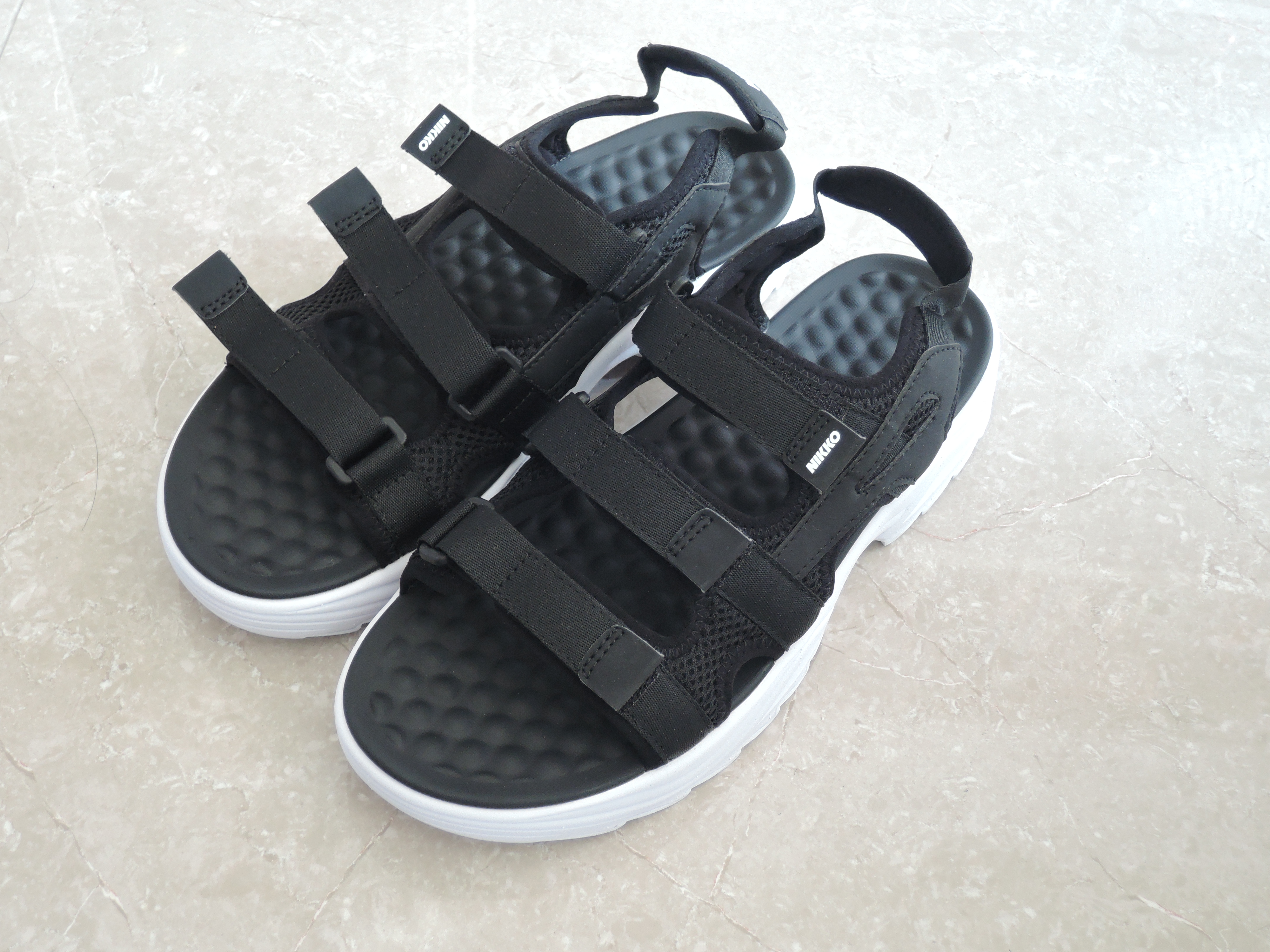
Modische Sandalen, Hongkong, 2019

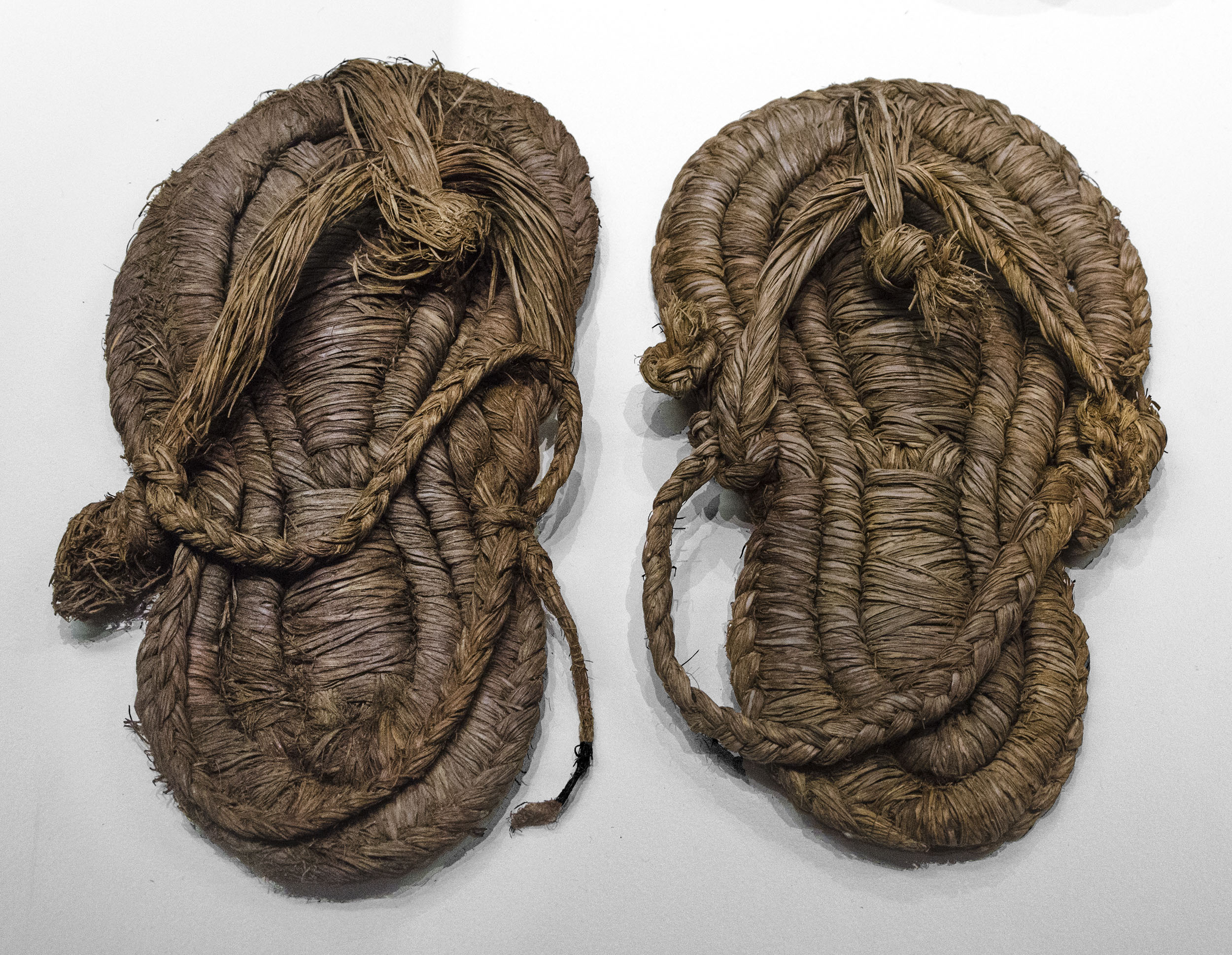
Halfagras-Sandale (6.–5. Jahrtausend v. Chr., Spanien).

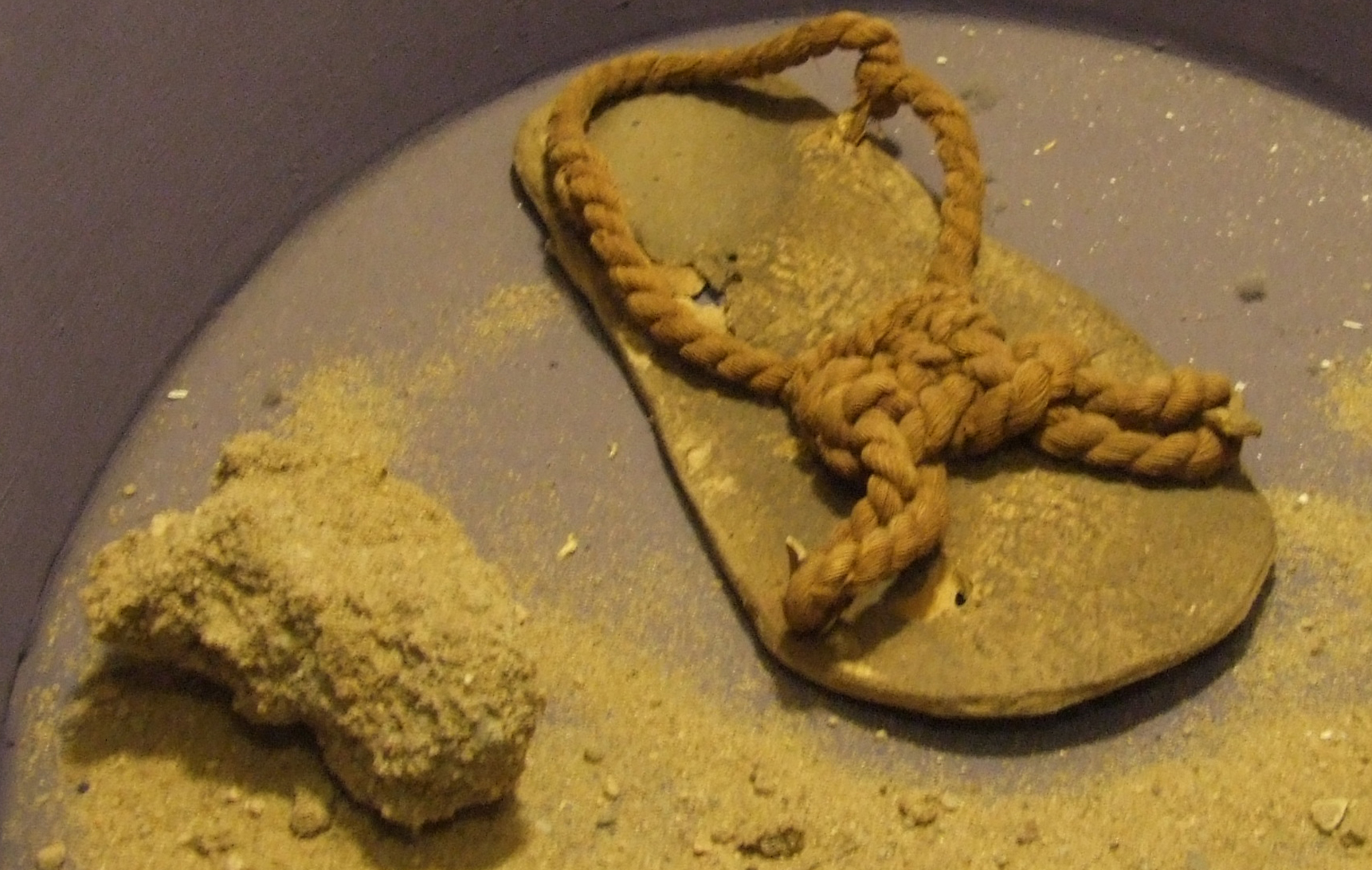
Kreuzriemen-Sandale aus dem Süden von Peru, Inkazeit, 15. Jahrhundert

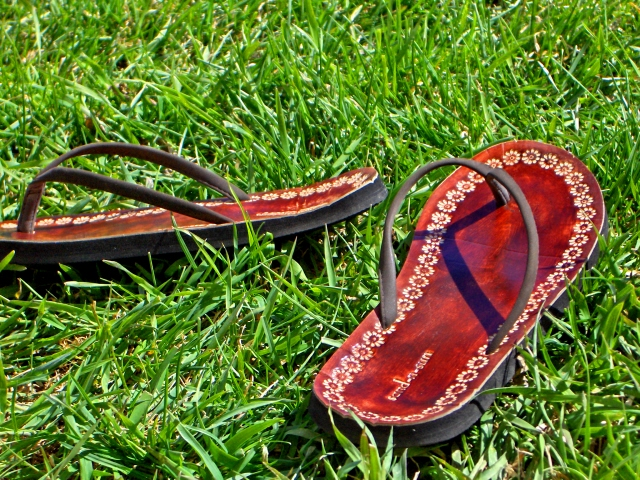
Zehenstegsandale

Die Sandale (von griechisch σάνδαλον sándalon bzw. σανδάλιον sandálion (Diminutiv), „Riemenschuh“; ursprüngliche Wortherkunft ungeklärt) ist eine der ältesten Schuhgrundformen, die sich auf eine mit Riemen am Fuß befestigte Sohle beschränkt. Sie ist durch große Luftigkeit und (meist) Leichtigkeit gekennzeichnet. Sandalen haben üblicherweise keinen oder zumindest keinen nennenswerten Absatz; eine feminine Form der Sandale ist die Sandalette, die durch einen höheren Absatz gekennzeichnet ist.

## Aufbau

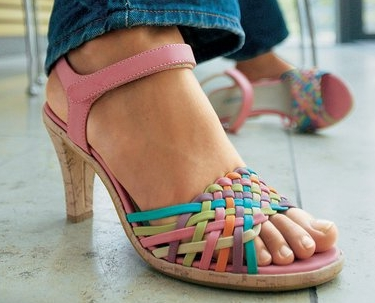
Damensandale mit höherem Absatz: die Sandalette

Die Sandale ohne oder mit sehr flachem Absatz ist grundsätzlich zunächst ein Unisex-Schuhmodell. Schmalere Riemen, manchmal noch verziert, können aus einem ursprünglichen Unisexmodell ein charakteristisches Damenmodell machen.
Sandalen zeigen sechs verschiedene Schaftvarianten, die ihren Ursprung in verschiedenen Kulturen beziehungsweise Weltregionen haben. Die Schrägriemensandale stammt ursprünglich aus Subsahara-Afrika, die Kreuzriemensandale aus Südamerika, die Zehenpflocksandale aus Indien, die Bäckersandale (weitgehend geschlossener Schaft mit schlitzartigen Durchbrüchen) wurde in Europa entwickelt und die Zehenring- bzw. Zehenstegsandale (in der Art des Flip-Flops aus Kunststoff seit Beginn des 21. Jahrhunderts besonders beliebt) ist auf Ägypten und Japan (Geta, Zōri) zurückzuführen. Die Querriemensandale (bekanntes Beispiel die Gymnastiksandale) stellt auch eine Grundform der Sandalen dar.
Der Boden einer Sandale ist für gewöhnlich flach, kann aber ebenso mehrere Zentimeter stark sein (Plateausandale/-sandalette; Beispiel: orientalische Kapkap). Anhand der Bodenhöhe kann in einigen Kulturen Afrikas der soziale Rang des Trägers erkannt werden. Bei den Ledersandalen westlich geprägter Kulturen ist auffällig, dass sie keine Verzierungen im Leder des Bodens (und der Riemen) zeigen, anders als bei den afrikanischen, mittel- und südamerikanischen sowie indischen Sandalen, die oft aufwendige Verzierungen haben. Fast alle Sandalenarten haben heute eine weltweite Verbreitung. Japan, ein Land mit einer jahrhundertealten Sandalenkultur, orientiert sich seit Mitte des 20. Jahrhunderts stark an den westlichen Zivilisationen, wodurch die Kultur des Sandalentragens in Japan weit zurückgedrängt wurde.

## Geschichte
Sandalen finden sich in den Zeichnungen der alten Ägypter, etwa in Tutanchamuns Grab. Die alten Griechen sahen im Schnüren und Aufschnüren der Beinriemen von Sandalen ein Symbol der Erotik. Die Göttin der Liebe, Aphrodite, trug bei ihrer Begegnung mit dem Faun Pan nichts als ihre rechte Sandale. Die jüdische Mythologie erzählt von Judit, von deren Füßen (in Sandalen) der General Holofernes so betört war, dass Judit ihm letztlich den Kopf abschlagen konnte.
Nach dem Ende des römischen Reichs verloren Sandalen in ganz Europa ihren Charme und gerieten in Vergessenheit. Sie waren praktisch nur noch in kirchlichen Darstellungen biblischer Personen als exotisches Schuhwerk längst vergangener Zeiten zu finden. Nur bestimmte Mönchsorden machten Sandalen zur Pflicht, auch als Symbol für die Abgeschiedenheit von der Welt. Erst um das Jahr 1800 mit dem Aufkommen des Neoklassizismus fanden die Sandalen auch wieder Füße. Die Freiheitssymbole Frankreichs und der USA, Marianne und Columbia, trugen Sandalen. Die ersten modischen Sandalen um das Jahr 1790 erinnerten nur entfernt an die Herkunft; sie waren zwar flach und zeigten die Bänder, nicht aber den nackten Fuß. Dieser war durch eine zweite Schicht, die einer Socke ähnelte, verdeckt. Ausnahmen bildeten die Merveilleuses, modisch progressive Französinnen, die in der Zeit der Französischen Revolution immerhin die Zehen zeigten. Die Sandalen der Zeit waren nicht für den Alltagseinsatz gedacht. Ein humoristischer Zeitungsartikel von 1807 berichtet von Sandalen edelster Art, die um 18 Uhr vom Schuhmacher geliefert, bis 20 Uhr bewundert, 21 Uhr angezogen, bis zum Bettgehen getragen wurden – und am nächsten Morgen kaputt waren.
Protestantische Ideale einer Frau, die im Haushalt zu sein hatte und Kinder großziehen sollte, ließen keine Sandalen mehr zu. Nur im Ballett fassten Sandalen Fuß, häufig symmetrisch konstruiert, also ohne dediziert rechten und linken Fuß. Mitte des 19. Jahrhunderts trugen auch männliche Tänzer Sandalen auf der Bühne.

## Kategorisierung und Bezeichnung

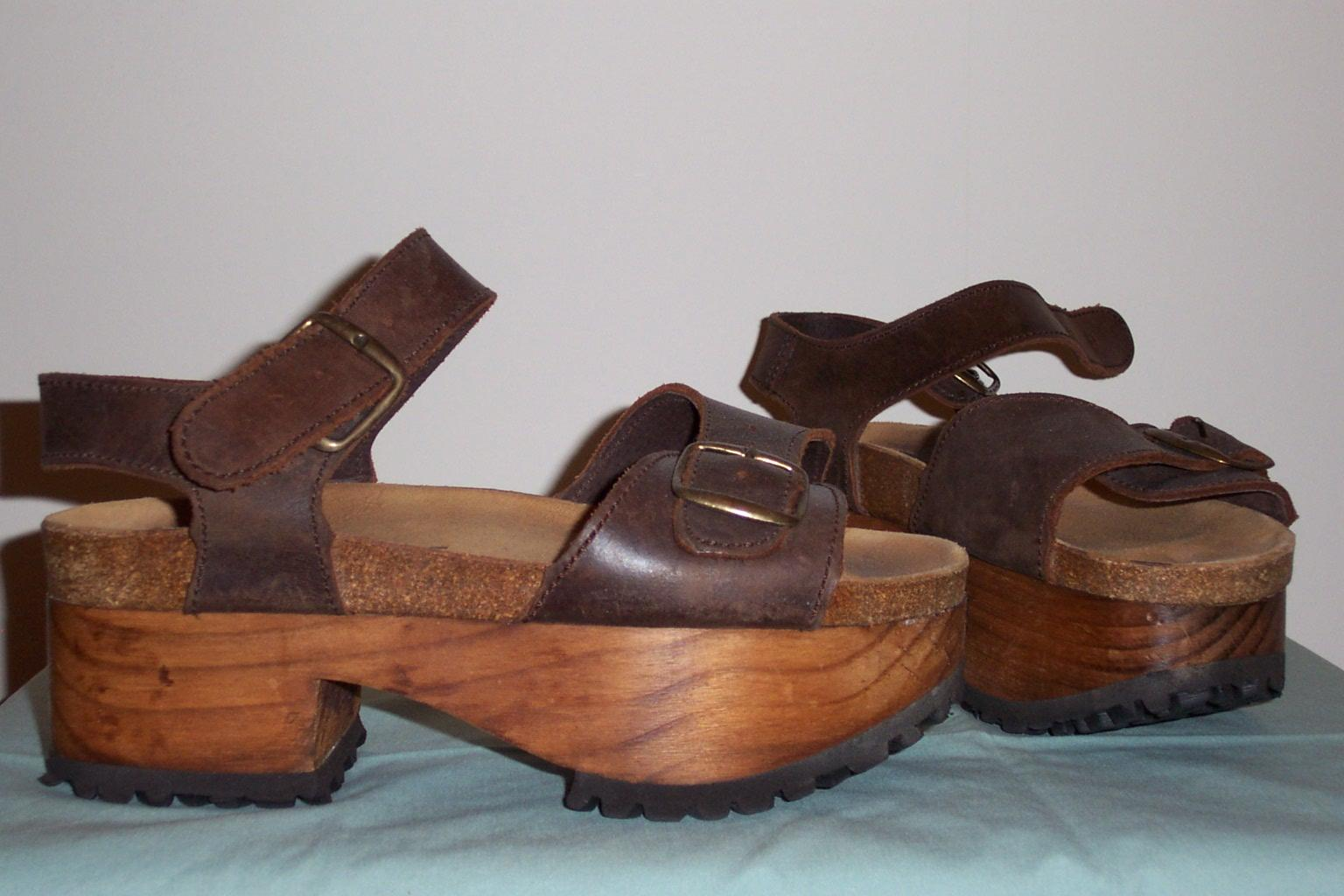
Holzsandale mit Plateausohle
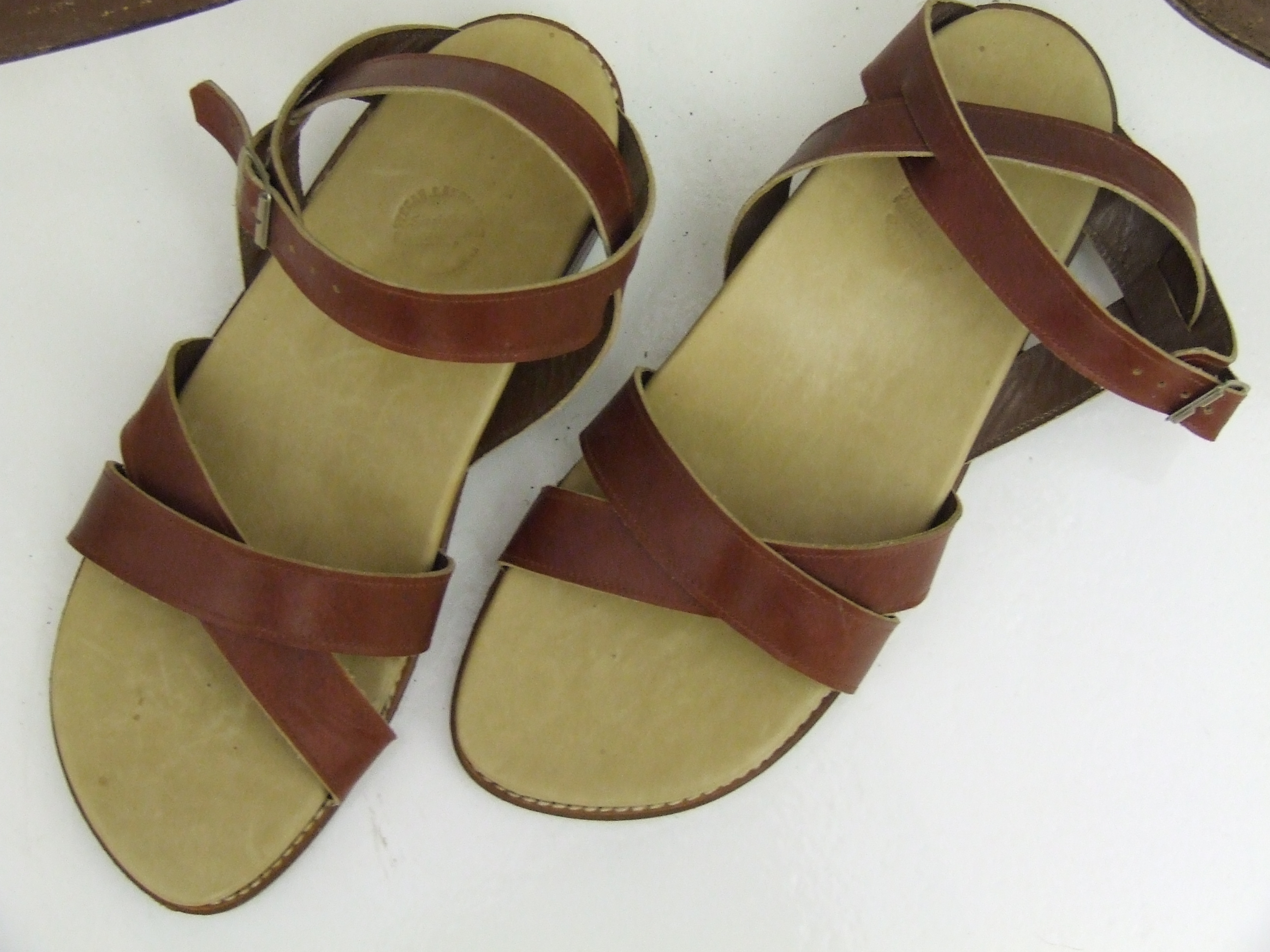
Meistverkaufte Kneipp-Sandale: Das Modell mit Kreuzriemenbefestigung
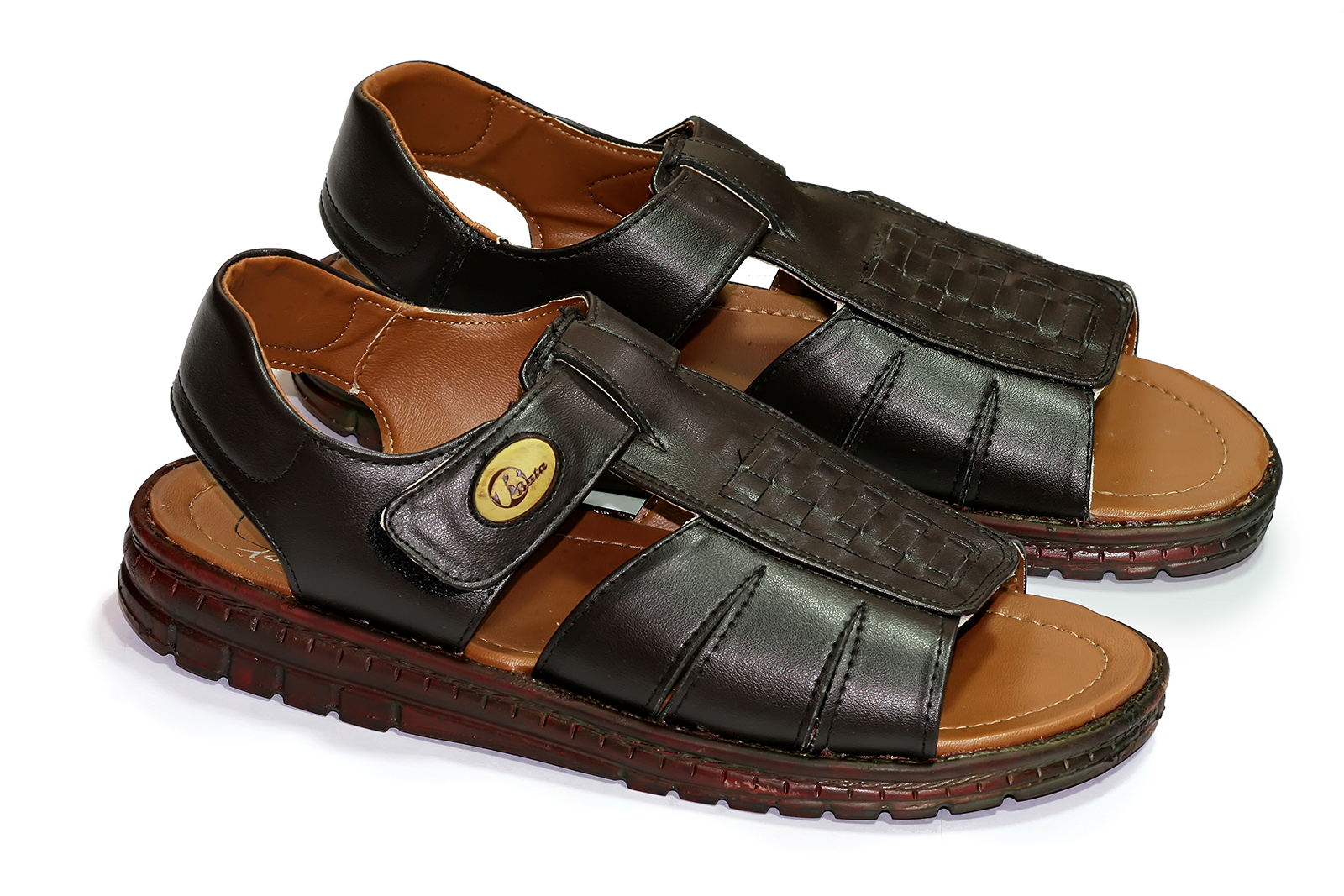
Ledersandale
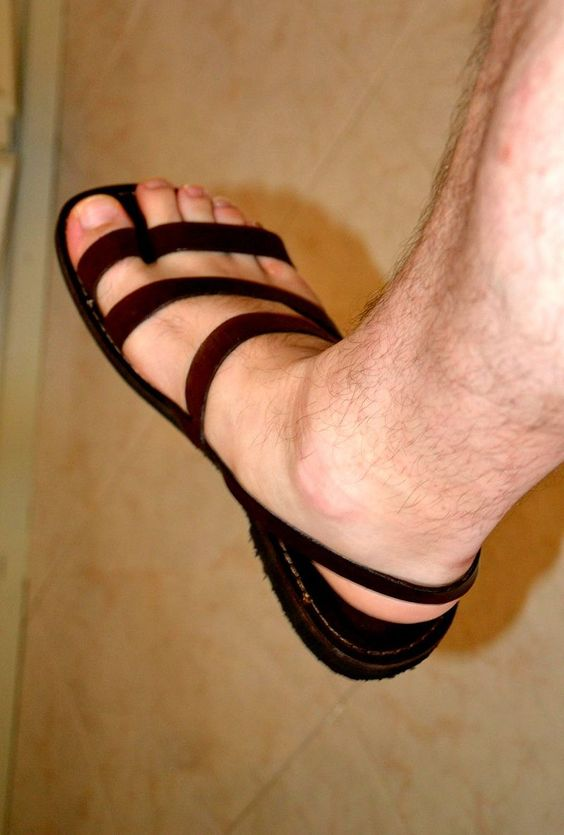
Sandale von Salento

Neben einer grundsätzlichen Einteilung nach den oben genannten Grundformen können Sandalen nach verschiedenen weiteren Kriterien wie dem Herstellungsort (Beispiel: Wörishofener Sandale), dem Bestimmungszweck (Beispiel: Bäckersandale) oder aufgrund bestimmter Eigenschaften (Beispiel: Holzsandale) bezeichnet werden. Das hat zur Folge, dass nicht immer eine eindeutige oder einheitliche Bezeichnung einzelner Sandalenmodelle möglich ist.

Bekannte Beispiele hierfür sind Kneipp-Sandalen und sogenannte Jesuslatschen. Die Kneipp-Sandale, auch Wörishofener Sandale oder einfach Kursandale genannt, wurde schon gegen Ende des 19. Jahrhunderts zehntausendfach in Bad Wörishofen im Zusammenhang mit den Kneipp-Kuren Sebastian Kneipps in verschiedenen Modellvarianten hergestellt und verkauft. Der teilweise scherzhaft oder spöttisch verwendete umgangssprachliche Oberbegriff Jesuslatschen (in der DDR auch Römersandalen genannt) bezeichnet ebenfalls kein einheitliches Sandalenmodell, sondern steht für einfache Ledersandalen mit flachem Boden.

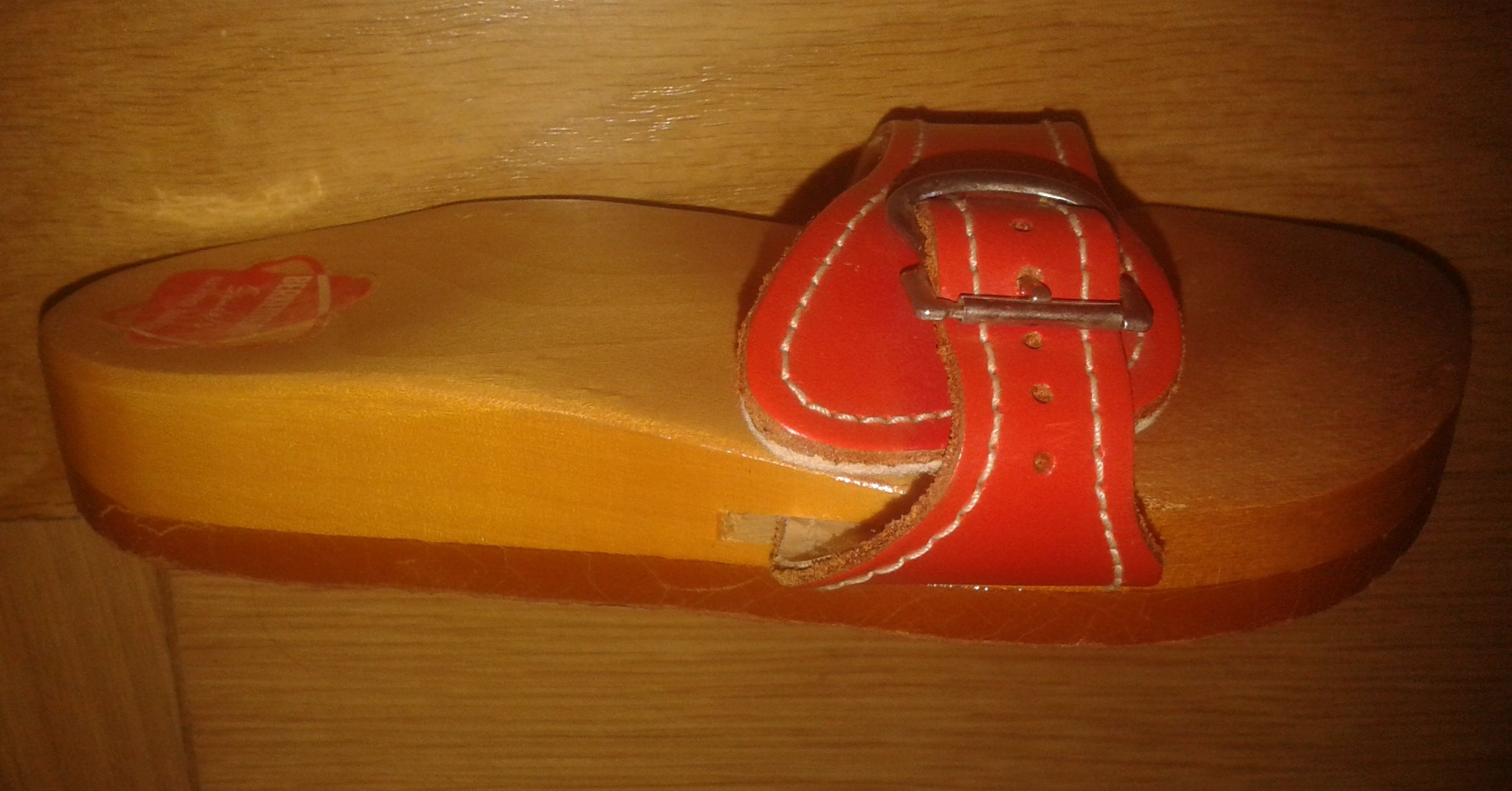
Gymnastiksandale: „Berkemann Sandale nach Prof. Thomsen“, Schuhgröße 26, Fußbett aus Eschenholz, vor 1965.

Oft dient der Sandalenboden zur Kategorisierung unterschiedlicher Sandalen:
- Holzsandale (bereits bei den Kopten getragen, ab Mitter der 1950er Jahre durch die Berkemann-Gymnastiksandale wieder in den Blickpunkt der Öffentlichkeit gerückt; japanische Geta besitzen ebenfalls eine Holzsohle)
- Korkfußbettsandale (Erfindung Anfang der 1960er Jahre durch Birkenstock)
- Ledersandale
- Strohsandale (japanische Reisstrohsandalen Waraji)
- andere Pflanzenmaterialien (z. B. Papyrus im antiken Ägypten)
- Kunststoffsandale

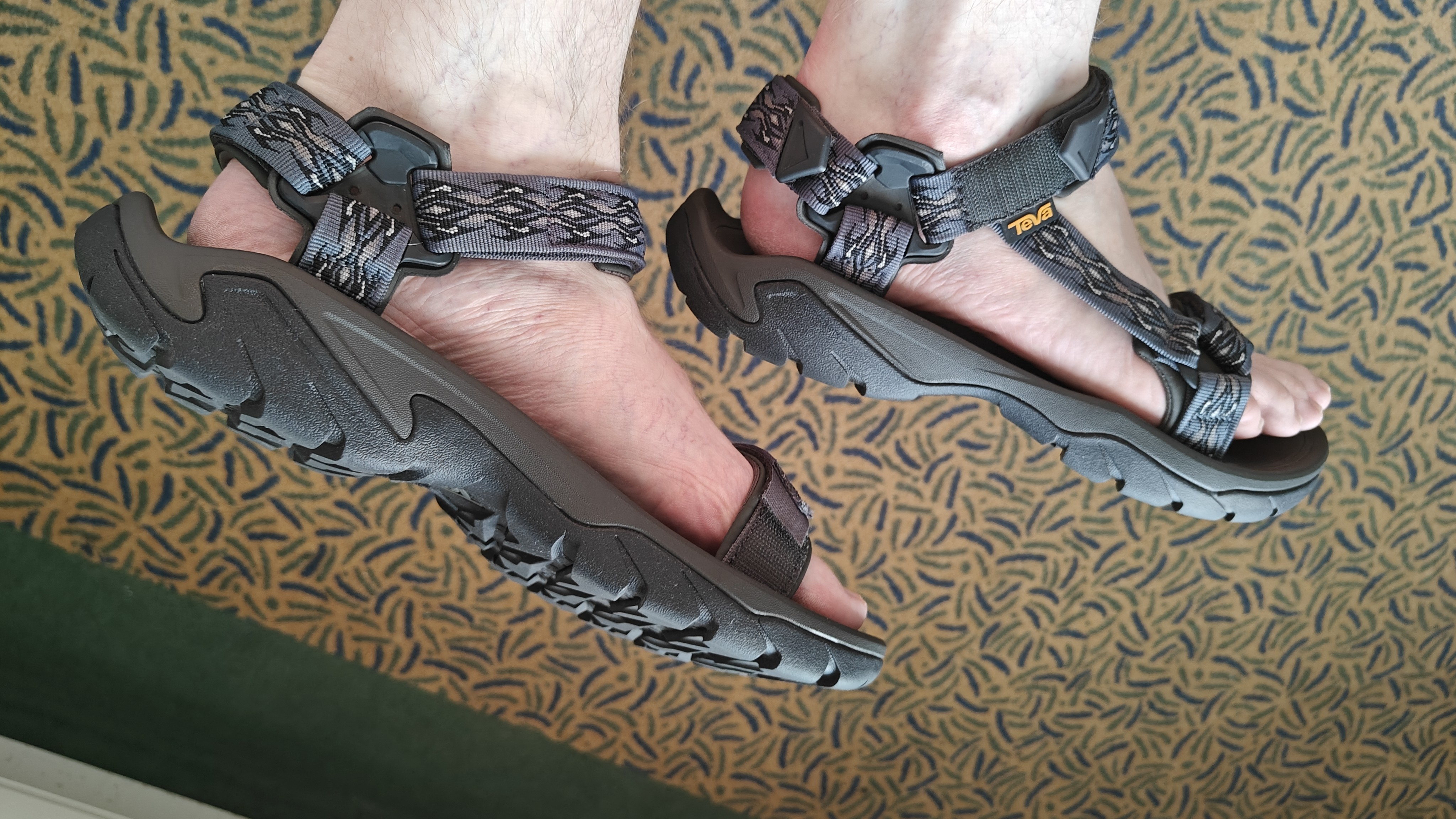
Trekkingsandalen

Die jüngste Sandalenentwicklung stammt aus dem Jahr 1982 (Mark Thatcher/USA): die Sportsandale (auch Outdoor- oder Trekkingsandale). Ihre Kennzeichen sind Wasserunempfindlichkeit, ein ausgeklügeltes, mit Klettbändern zu verschließendes Riemensystem, eine Formsohle mit hochstehendem, den Fuß schützendem Rand und ein vergleichsweise fester Sitz am Fuß (dadurch Schweißentwicklung unter der Fußsohle).

## Konstruktionsweise

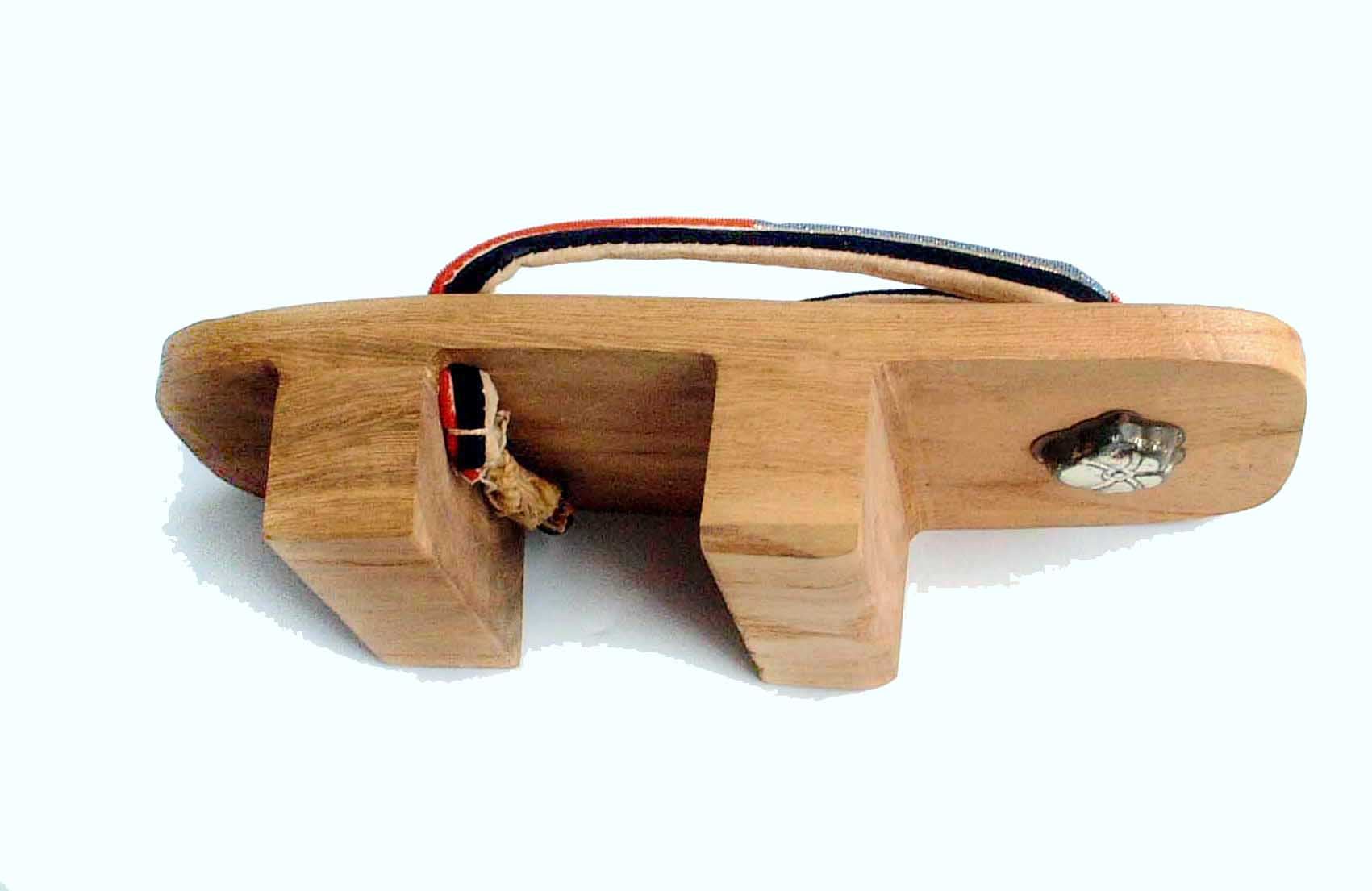
Die Seitenansicht der Geta-Sandale offenbart die einfache Konstruktion

Die Bauweise ist vom Boden abhängig. Bei einer Querriemensandale mit Holzboden wird beispielsweise der Querriemen entweder seitlich an die Sohle genagelt oder durch einen Schlitz in dieser hindurchgeführt. Ledersandalen haben entweder geklebte Böden oder sind flexibelgenäht (siehe Machart). Rahmengenähte Sandalen sind selten und widersprechen auch der Biegefreudigkeit und Leichtigkeit dieses Schuhmodells. Flip-Flops und moderne Trekkingsandalen aus Kunststoffen werden in Formen gespritzt, wobei die Schaftriemen mit verankert werden, oder die Riemen werden anschließend durch Öffnungen gezogen.

## Anmerkungen

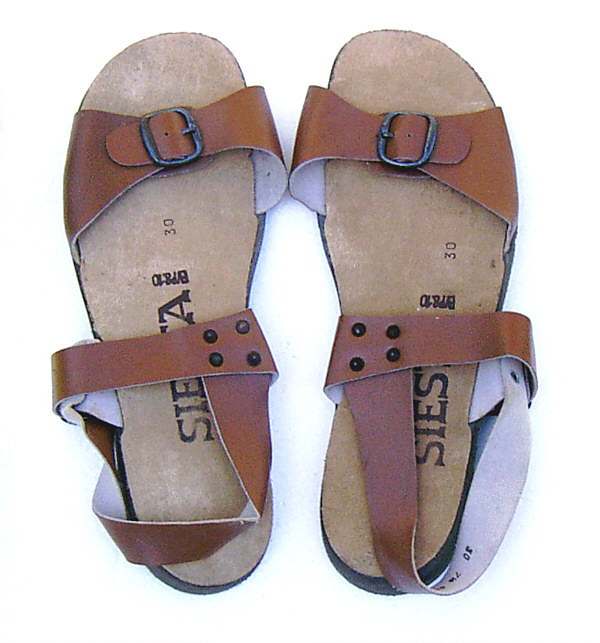
Römersandalen/Jesuslatschen aus der DDR

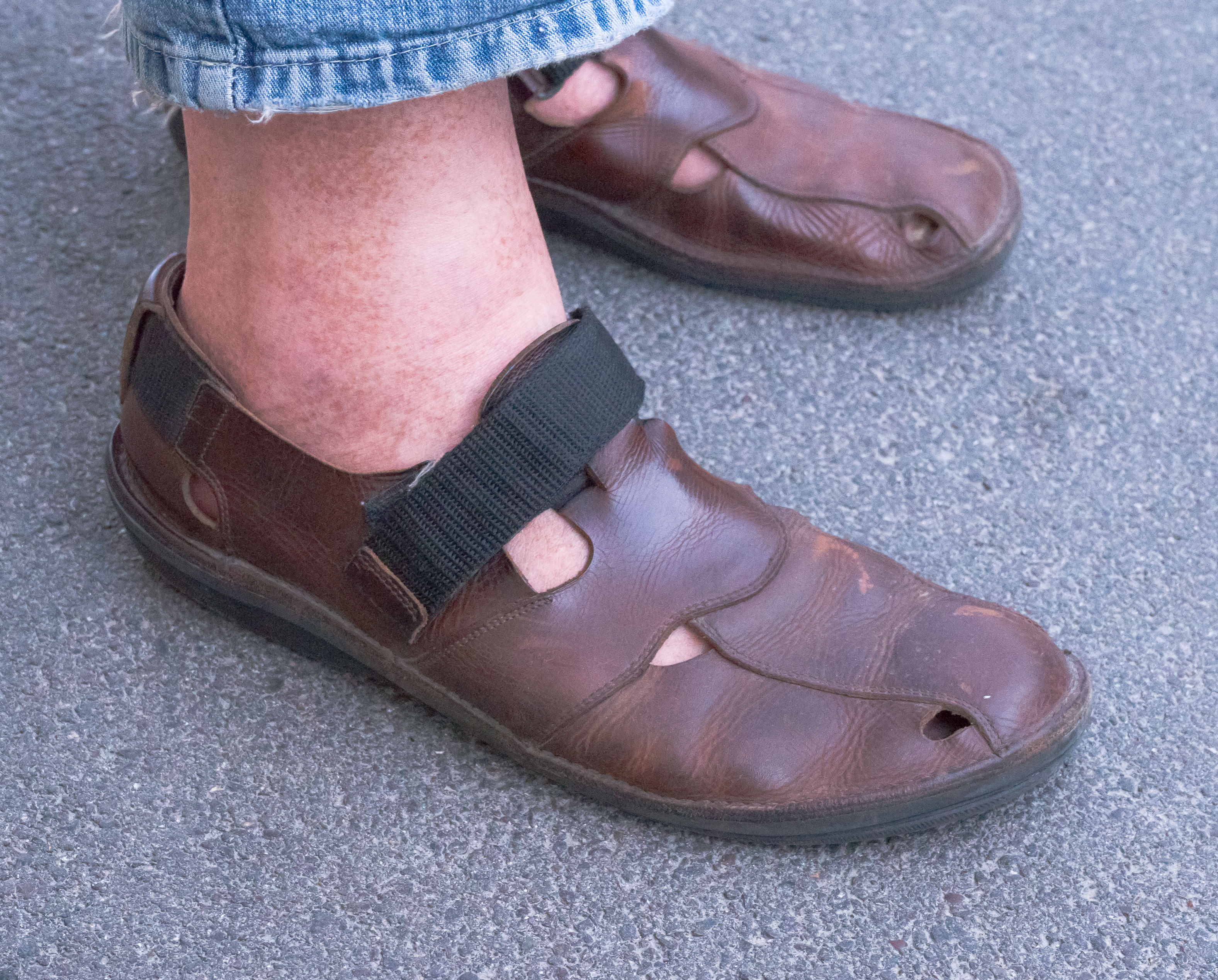
Geschlossene Herrensandalen